# Assembleia Legislativa do Estado do Rio Grande do Sul
Assembleia Legislativa do Estado do Rio Grande do Sul (ALRS) é o órgão de poder legislativo do estado de Rio Grande do Sul, exercido através dos deputados estaduais.

## Casa da Junta
A Assembleia teve suas origens no Conselho-Geral da Província, instalado em 1828 na Casa da Junta, que no entanto tinha poderes apenas administrativos. Após a criação das Assembleias Legislativas Provinciais pela Lei nº 16 de 12 de agosto de 1834, a partir de 20 de abril de 1835 a Assembleia Legislativa da Província de São Pedro passou a funcionar na Casa da Junta. Contudo, no mesmo ano iniciava a Revolução Farroupilha, quando o Legislativo entrou em recesso, sendo reativado brevemente entre outubro de novembro de 1837 e em seguida desativado novamente, sendo restaurado em 1º de março de 1845.

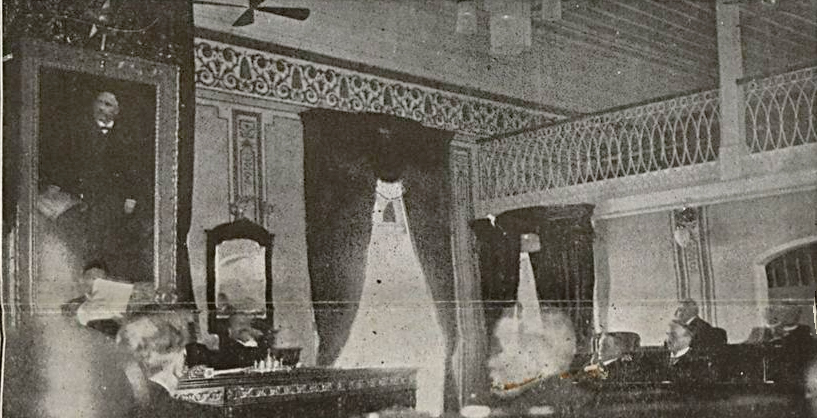
Abertura do ano legislativo de 1919 da Assembleia dos Representantes com leitura de mensagem do presidente do estado Borges de Medeiros

Fechou novamente entre 1865 e 1871, durante a Guerra do Paraguai, quando o governo imperial suspendeu as garantias constitucionais. Fechou com a proclamação da República em 1889 e foi reinstalada em 25 de junho de 1891 com o nome de Assembleia dos Representantes. Com a Constituição de 1934 foi transformada em uma Comissão Permanente, composta de 7 membros.
Em 10 de novembro de 1937 Getúlio Vargas decretou o Estado Novo e fechou todas as Casas Legislativas. Permaneceu nesta condição até 1947, quando os novos deputados se reuniram para terceira Assembleia Constituinte estadual. Em 1967 foi inaugurado o novo prédio do colegiado, o Palácio Farroupilha.

## Palácio Farroupilha
O Palácio Farroupilha, localizado na Praça Marechal Deodoro (ou Praça da Matriz), em Porto Alegre, é a atual sede da Assembleia Legislativa do Rio Grande do Sul.
A construção do Palácio Farroupilha foi iniciada em maio de 1955, e foi viabilizada através de convênio firmado entre a Assembleia Legislativa e a Prefeitura Municipal de Porto Alegre. Ficou decidido que o palácio seria levantado no terreno onde então estava erguido o Auditório Araújo Viana, na Praça Marechal Deodoro, de forma a manter a tradição da Praça dos Três Poderes. Em troca, o poder legislativo construiria, às suas expensas, o novo Auditório Araújo Viana, no Parque Farroupilha. No dia 20 de setembro de 1967, o legislativo passou para o local que hoje ocupa.

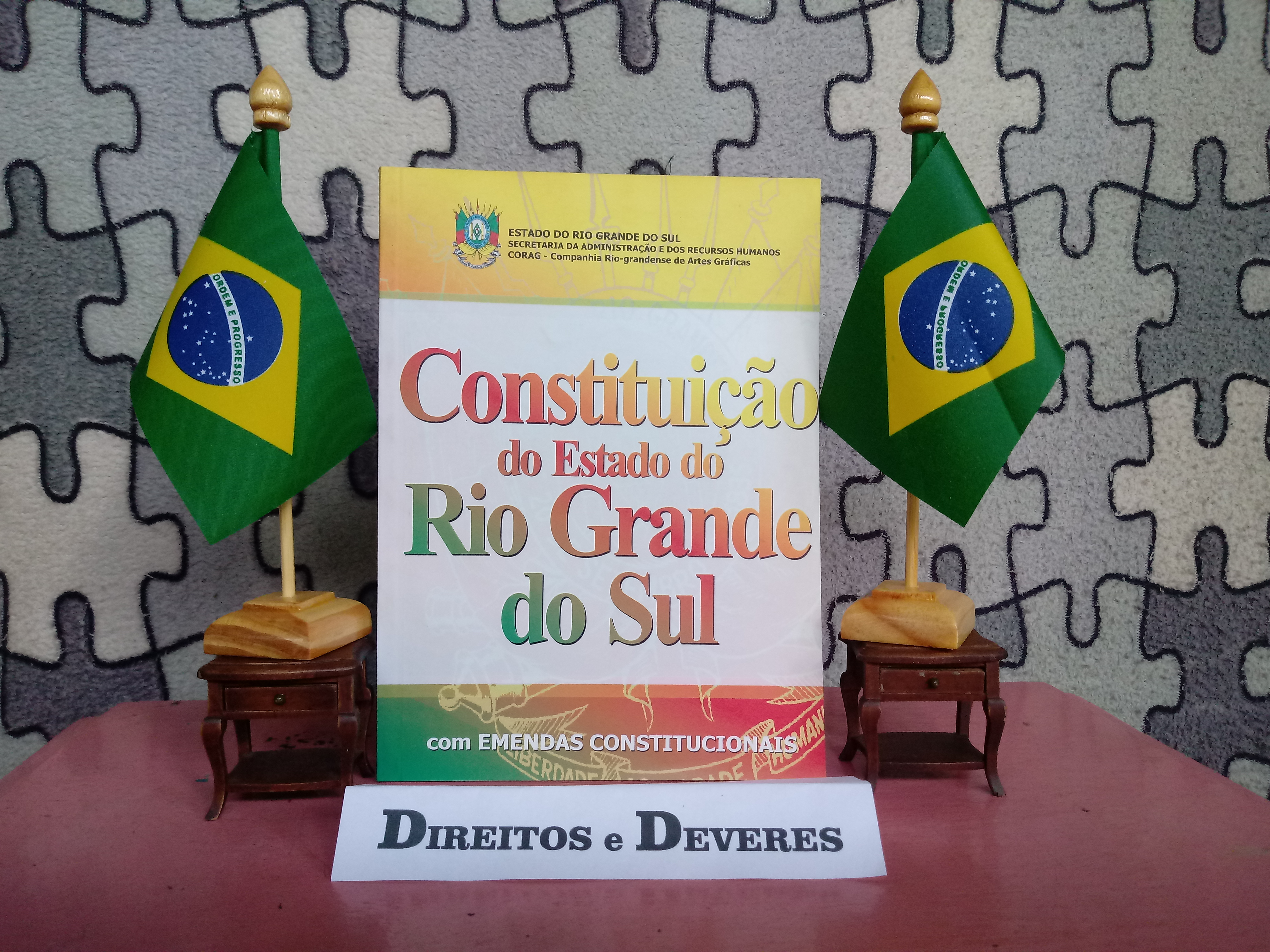
Constituição Estadual promulgada pela Assembleia Legislativa em 1989.

O prédio é um projeto do arquiteto paulista Gregório Zolko, vencedor de concurso nacional, que utilizou materiais nobres, como o mármore e a madeira, e modernos, como o vidro e o alumínio. Na fachada da rua Duque de Caxias foi instalada uma grande série de painéis metálicos retratando cenas de temática gaúcha, de autoria do conhecido artista Vasco Prado, que também foi o autor de uma outra escultura colocada nos jardins que fazem frente à Praça.
O palácio está incluído no sítio histórico da Praça da Matriz, fazendo parte de um grupo de edificações importantes, entre elas o Palácio Piratini (sede do poder executivo, o Palácio da Justiça, o Palácio do Ministério Público, o Theatro São Pedro, a Casa da Junta e a Catedral Metropolitana.

## Comissões
| Comissão                                                                             | Presidente                       |        |
| ------------------------------------------------------------------------------------ | -------------------------------- | ------ |
| Comissão Permanente de Agricultura, Pecuária e Cooperativismo                        | Zé Nunes (PT)                    | [ 3 ]  |
| Comissão Permanente de Assuntos Municipais                                           | Joel Wilhelm (PP)                | [ 3 ]  |
| Comissão Permanente de Cidadania e Direitos Humanos                                  | Adão Pretto Filho (PT)           | [ 3 ]  |
| Comissão Permanente de Constituição e Justiça                                        | Frederico Antunes (PP)           | [ 4 ]  |
| Comissão Permanente de Economia, Desenvolvimento Sustentável e Turismo               | Gustavo Victorino (Republicanos) | [ 5 ]  |
| Comissão Permanente de Educação, Desporto, Ciência e Tecnologia                      | Patrícia Alba (MDB)              | [ 6 ]  |
| Comissão Permanente de Finanças, Planejamento, Fiscalização e Controle               | Edivilson Brum (MDB)             | [ 7 ]  |
| Comissão Permanente de Saúde e Meio Ambiente                                         | Neri Andrade Pereira (PSDB)      | [ 8 ]  |
| Comissão Permanente de Segurança e Serviços Públicos                                 | Leonel Radde (PT)                | [ 9 ]  |
| Comissão Mista Permanente do Mercosul e Assuntos Internacionais                      | Adriana Lara (PL)                | [ 10 ] |
| Comissão Mista Permanente de Defesa do Consumidor e Participação Legislativa Popular | Airton Artus (PDT)               | [ 11 ] |
| Comissão de Ética Parlamentar                                                        | Guilherme Pasin (PP)             | [ 12 ] |

## Composição Histórica
| Legislatura (Eleições) | Legislatura (Eleições) | Bancadas (Deputados)                                          | Bancadas (Deputados)                                                         | Bancadas (Deputados)                                     |
| Legislatura (Eleições) | Legislatura (Eleições) | Governo                                                       | Oposição                                                                     | Oposição                                                 |
| Legislatura (Eleições) | Legislatura (Eleições) | Governo                                                       | Apoio parl.                                                                  | Oposição                                                 |
| Período Populista      | Período Populista      | Período Populista                                             | Período Populista                                                            | Período Populista                                        |
| ---------------------- | ---------------------- | ------------------------------------------------------------- | ---------------------------------------------------------------------------- | -------------------------------------------------------- |
| XXXVII(1947)           |                        | (21) PSD (16) PRP (4)                                         | (9) PL (5) UDN (4)                                                           | (27) PTB (23) PCB (3)                                    |
| XXXVIII(1950)          |                        | (23) PTB (21) PSP (2)                                         | (5) PRP (4) PSB (1)                                                          | (27) PSD (17) PL (6) UDN (4)                             |
| XXXIX(1954)            |                        | (25) PSD (15) PL (7) UDN (3)                                  | (2) PSP (2)                                                                  | (28) PTB (23) PRP (4) PSB (1)                            |
| XL(1958)               |                        | (28) PTB (24) PRP (3) PR (1)                                  | (2) PSP (2)                                                                  | (25) PSD (13) PL (7) UDN (3) PDC (2)                     |
| XLI(1962)              |                        | (27) PSD (11) PL (6) PDC (4) PRP (3) UDN (3)                  | —                                                                            | (28) PTB (23) MTR (4) PSB (1)                            |
| Ditadura Militar       |                        |                                                               |                                                                              |                                                          |
| XLII(1966)             |                        | (27) ARENA (27)                                               | —                                                                            | (28) MDB (28)                                            |
| XLIII(1970)            |                        | (27) ARENA (27)                                               | —                                                                            | (23) MDB (23)                                            |
| XLIV(1974)             |                        | (23) ARENA (23)                                               | —                                                                            | (33) MDB (33)                                            |
| XLV(1978)              |                        | (25) ARENA (25)                                               | —                                                                            | (31) MDB (31)                                            |
| XLVI(1982)             |                        | (23) PDS (23)                                                 | (12) PDT (12)                                                                | (21) PMDB (21)                                           |
| XLVII(1986)            |                        | (27) PMDB (27)                                                | —                                                                            | (28) PDS (10) PDT (9) PFL (5) PT (4)                     |
| Nova República         |                        |                                                               |                                                                              |                                                          |
| XLVIII(1990)           |                        | (14) PDT (12) PCdoB (1) PSB (1)                               | (9) PTB (9)                                                                  | (32) PDS (13) PMDB (12) PT (5) PFL (2)                   |
| XLIX(1994)             |                        | (36) PPR (13) PTB (10) PMDB (10) PSDB (1) PFL (1) PL (1)      | —                                                                            | (19) PDT (9) PT (6) PSB (3) PCdoB (1)                    |
| L(1998)                |                        | (13) PT (12) PSB (1)                                          | (7) PDT (7)                                                                  | (35) PPB (11) PTB (10) PMDB (10) PSDB (2) PFL (2)        |
| LI(2002)               |                        | (19) PMDB (9) PTB (6) PSDB (3) PFL (1)                        | (13) PPB (10) PPS (3)                                                        | (23) PT (13) PDT (7) PSB (2) PCdoB (1)                   |
| LII(2006)              |                        | (21) PP (9) PSDB (5) PPS (4) PFL (3)                          | (5) PTB (5)                                                                  | (29) PT (10) PMDB (9) PDT (7) PSB (2) PCdoB (1)          |
| LIII(2010)             |                        | (23) PT (14) PTB (5) PSB (3) PCdoB (1)                        | (3) PPS (2) PRB (1)                                                          | (29) PMDB (9) PP (7) PDT (7) PSDB (5) DEM (1)            |
| LIV(2014)              |                        | (29) PMDB (8) PP (7) PTB (5) PSDB (4) PSB (3) PPS (1) PSD (1) | (3) PV (1) PRB (1) PR (1)                                                    | (23) PT (11) PDT (7) PCdoB (2) PPL (1) PSOL (1) REDE (1) |
| LV(2018)               |                        | (18) PP (6) PTB (5) PSDB (4) REP (2) CD (1)                   | (24) MDB (8) PSL (4) PSB (3) DEM (2) NOVO (2) PL (2) PODE (1) PSD (1) SD (1) | (13) PT (8) PDT (4) PSOL (1)                             |
| LVI(2022)              |                        | (17) MDB (6) PSDB (5) UNIÃO (3) PODE (2) PSD (1)              | (24) PP (7) REPUBLICANOS (5) PL (5) PDT (4) PSB (1) NOVO (1) PTB (1)         | (14) FE Brasil (12) PSOL (2)                             |